# Point of Know Return
| Críticas profissionais | Críticas profissionais |
| Avaliações da crítica  | Avaliações da crítica  |
| Fonte                  | Avaliação              |
| ---------------------- | ---------------------- |
| allmusic               | link                   |
| Sputnikmusic           | link                   |

Point of Know Return é o quinto álbum de estúdio da banda de rock norte-americana Kansas, lançado em 1977 nos Estados Unidos pela Kirshner Records e no Canadá pela Columbia Records. Foi re-lançado no formato CD pela Legacy/Epic Records em 2002 e em 2008 pela Sony Music Entertainment Japan no Japão.

## Faixas
Todas as faixas escritas e compostas por Kerry Livgren e Steve Walsh exceto onde indicado. 
| N.º | Título                  | Duração |  |
| 1.  | "Point of Know Return"  | 3:13    |  |
| 2.  | "Paradox"               | 3:50    |  |
| 3.  | "The Spider"            | 2:05    |  |
| 4.  | "Portrait (He Knew)"    | 4:38    |  |
| 5.  | "Closet Chronicles"     | 6:31    |  |
| 6.  | "Lightning's Hand"      | 4:24    |  |
| 7.  | "Dust in the Wind"      | 3:28    |  |
| 8.  | "Sparks of the Tempest" | 4:18    |  |
| 9.  | "Nobody's Home"         | 4:40    |  |
| 10. | "Hopelessly Human"      | 7:17    |  |

| Faixas bônus da edição CD 2002 |                                   |         |  |
| N.º                            | Título                            | Duração |  |
| 11.                            | "Sparks of the Tempest" (ao vivo) | 5:17    |  |
| 12.                            | "Portrait (He Knew)" (remix)      | 4:50    |  |

## Desempenho nas paradas musicais
| Parada musical (1977-78)   | Melhor posição |
| -------------------------- | -------------- |
| Canadá — RPM Albums Chart  | 7              |
| Países Baixos — MegaCharts | 33             |

### Certificação
| País           | Certificador | Certificação | Vendas     |
| -------------- | ------------ | ------------ | ---------- |
| Canadá         | CRIA         | Platina      | 100.000+   |
| Estados Unidos | RIAA         | 4× Platina   | 4.000.000+ |

## Créditos
- Phil Ehart - bateria, tímpano, sinos tubulares, percussão adicional
- Dave Hope - baixo
- Kerry Livgren - sintetizadores, piano, guitarra elétrica e acústica, percussão adicional
- Robby Steinhardt - voz principal em "Lightning's Hand", "Sparks of the Tempest" e "Hopelessly Human", violinos, viola, backing vocals
- Steve Walsh - voz principal, (exceto em "Lightning's Hand e "Sparks of the Tempest"), orgão, sintetizadores, vibrafone, piano, backing vocals, percussão adicional
- Rich Williams - guitarra elétrica e guitarra acústica,  pedals

Nota: A lista de créditos do álbum lista alguns "instrumentos de brincadeira" para cada membro da banda, como "gongo de cadeias" "autogyro," "máquina de assobiar Rinauldo" e "inversor cromático Peabody."